# Fustiaria rubescens
Fustiaria rubescens is een Scaphopodasoort uit de familie van de Fustiariidae. De wetenschappelijke naam van de soort is voor het eerst geldig gepubliceerd in 1825 door Deshayes.